# Commodore PET

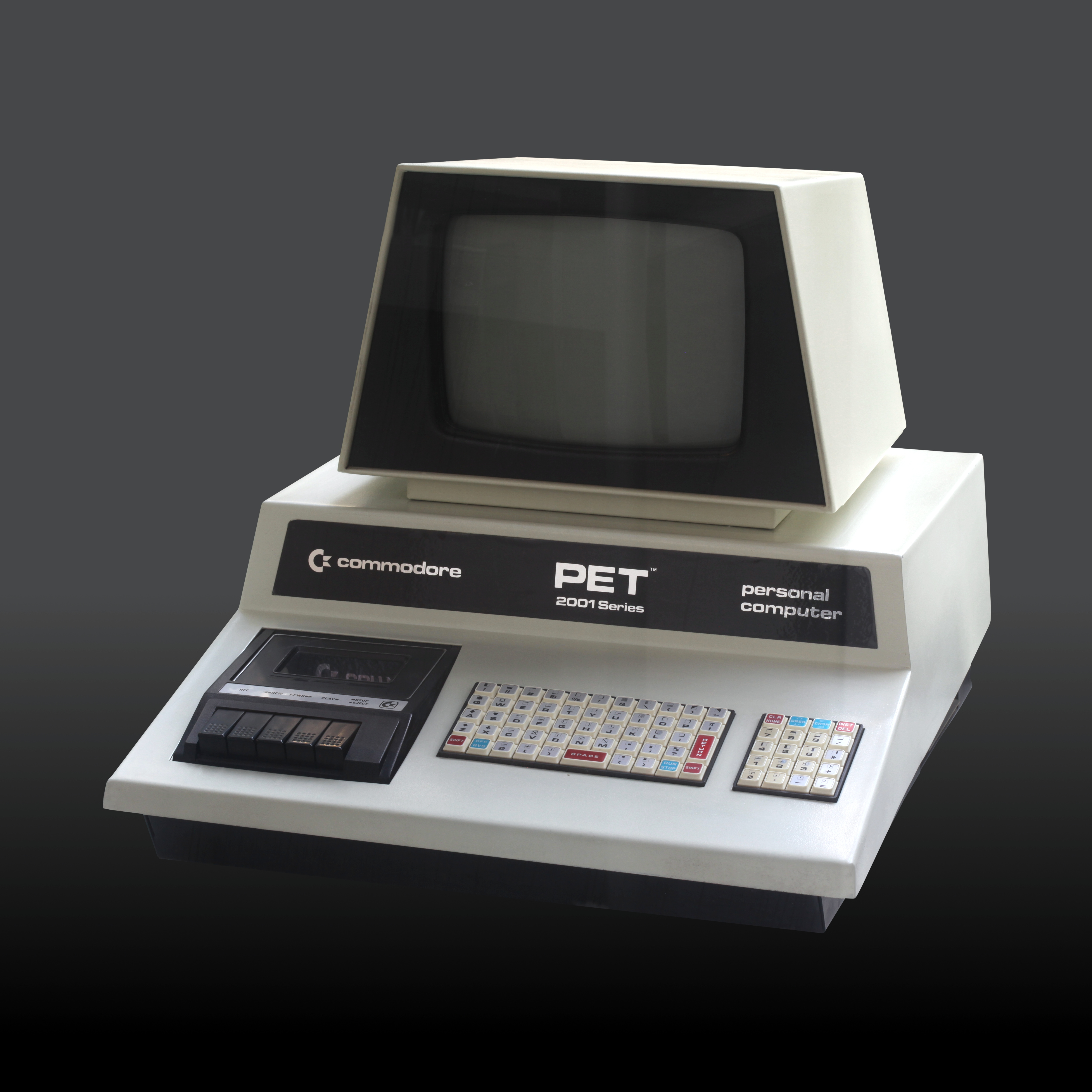
Een Commodore PET 2001 in het Bolo museum in Lausanne

De Commodore PET (Personal Electronics Transactor) is een van de eerste personal computers, gemaakt door Commodore. De PET werd op 5 juni 1977 op de markt gebracht. De computer werd vooral gebruikt in onderwijsinstellingen en was een van de eerste die compleet was qua aangeboden functies in die tijd. Het was de basis voor de gehele 8-bits productielijn die Commodore zou gaan opzetten.
In de markt voor homecomputers werd de PET eind jaren zeventig al snel ingehaald door computers met betere specificaties op het gebied van beeld en geluid, voornamelijk de Apple II, de Atari 400/800, maar ook Commodores eigen VIC-20.
Er worden nog altijd nieuwe spellen ontwikkeld en op cassettetape uitgebracht. Zo brengt Revival Studios vier nieuwe spellen per jaar uit voor de PET.

## Technische gegevens
De computer bevat een MOS 6502-processor en maximaal 96 kB intern geheugen. De gebruikte videochip was in de eerste modellen een discreet TTL videocircuit, latere modellen hebben een MOS 6545. In het ROM-geheugen is de programmeertaal BASIC verwerkt.

## Modellen
- PET 2001-serie, CBM 3000-serie
- PET 4000-serie, CBM 8000-serie
- SuperPET 9000-serie

## Galerij

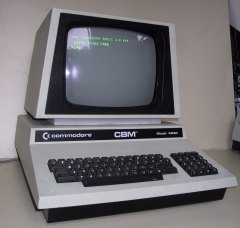
CBM 4032
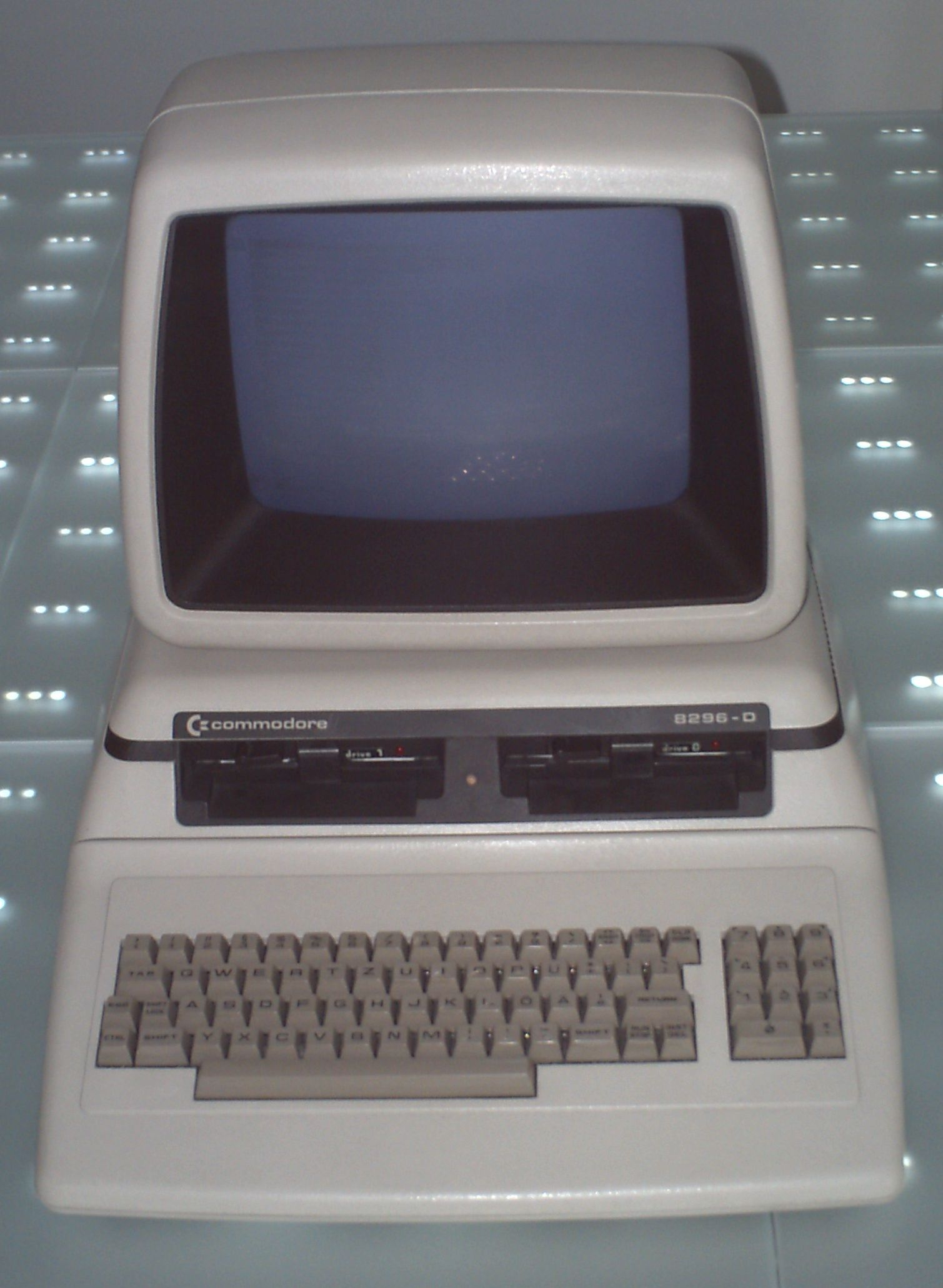
CBM 8296-D
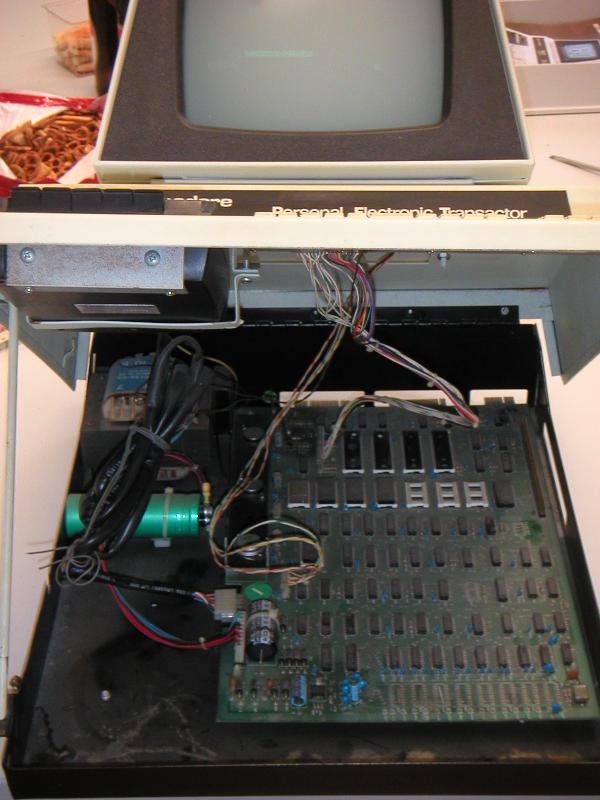
Een opengewerkte PET 2001